# Noyers (Eure)
Noyers é uma comuna francesa na região administrativa da Normandia, no departamento de Eure. Estende-se por uma área de 5,36 km². Em 2010 a comuna tinha 261 habitantes (densidade: 48,7 hab./km²).